# Société française d'archéologie
La Société française d'archéologie est une société savante fondée en 1834, à Caen, par Arcisse de Caumont.

## Contexte de sa création
Au début du XIXe, l'existence de biens nationaux, nouveau concept, est de fait réalisée avec la nationalisation des biens du clergé (octobre 1790), des nobles ayant émigré (novembre 1791) et de la Couronne de France (septembre 1792). Pour des raisons financières et éthiques, ces biens nationaux sont bien souvent vendus pour leurs matières premières – entre autres la pierre pour les bâtiments.
Aubin-Louis Millin parle pour la première fois en 1790 de « monument historique » à l'Assemblée constituante, à l'occasion de la démolition de la Bastille. L'idée de conserver un bâtiment comme témoignage du passé fait son chemin.
En 1795, Alexandre Lenoir est nommé pour créer le musée des monuments français, où sont ramenés les fragments d'architecture qu'il parvient à sauvegarder. L'inventaire des châteaux, commencé par Louis XVI, est achevé par le conseil des bâtiments civils dès 1795.
Conjointement s'éveille un nouveau regard pour l’architecture médiévale et son style gothique tombés en désuétude aux temps précédents. La résultante est une vague de protestations contre la destruction des choses de l'art en général, et en particulier celle des ex-biens de l'Église. En 1819, pour la première fois, le budget du ministère de l'Intérieur a une ligne « monuments historiques ». Alphonse de Cailleux, le baron Taylor et Charles Nodier publient leur Voyages pittoresques et romantiques dans l'ancienne France en 1820, Victor Hugo pamphlétisant « Halte aux démolisseurs ! » en 1825.
En 1830 naît le Service français des monuments historiques, avec comme inspecteur général Ludovic Vitet suivi par l’écrivain et historien Prosper Mérimée. En 1837, la Commission des monuments historiques est créée. Eugène Viollet-le-Duc réclame la création d’un enseignement de l’architecture médiévale, ce qui sera finalement réalisé en 1887 par Anatole de Baudot.
La Société française d'archéologie naît en 1834. Elle est reconnue d'utilité publique par un arrêté du 14 août 1871.

## Noms successifs
- 1834-1856 :
  - Société française pour la conservation et la description des monuments historiques[3] ;
  - Société française pour la conservation des monuments[3] ;
  - Société française pour la conservation des monuments historiques[3].
- 1857-1875 :
  - Société française d'archéologie pour la conservation et la description des monuments[3] ;
  - Société française d'archéologie pour la conservation des monuments[4].
- 1876, 1878-1904 : Société française d'archéologie pour la conservation des monuments historiques[3] ;
- 1877 : Société française d'archéologie pour la conservation des monuments nationaux[3] ;
- depuis 1905 : Société française d'archéologie[3].

## Mode de fonctionnement
La composition du premier Conseil permanent au 23 juillet 1834 :
- Arcisse de Caumont, Directeur de la société ;
- M. Bellivet, trésorier ;
- M. Eugène de Beaurepaire ;
- M. de la Chouquais, président de la Cour royale de Caen ;
- l'abbé Daniel, proviseur du Lycée royal de Caen ;
- Charles Dausel, évêque de Bayeux ;
- M. Guy, architecte ;
- Pierre-Aimé Lair ;
- Édouard Lambert, conservateur de la bibliothèque de Bayeux ;
- M. Léchaudé-d'Anisy ;
- M. de Magneville.

Avec des correspondants nommés « officiers de la Société » :
- M. Dumège de la Haye secrétaire perpétuel de la Société du midi de la France, à Toulouse ;
- M. de la Fontenelle de Vaudoré, conseiller à la Cour royale, secrétaire perpétuel de l'Académie de Poitiers à Poitiers ;
- M. le Glay, conservateur de la bibliothèque publique de Bordeaux, à Bordeaux ;
- M. Auguste Le Prévost, député de Bernay pour l'Eure ;
- M. de la Saussaye à Blois ;
- M. Galeron, conservateur du musée d'antiquités de Rouen, à Rouen ;
- M. Pellet à Nîmes ;
- M. du Vivier, membre de la Société royale des antiquaires de France, à Mézières ;
- M. Schweighoenser, correspondant de l'Institut à Strasbourg ;
- M. Cauvin, au Mans ;
- M. de Givenchy, secrétaire perpétuel des antiquaires de Saint-Omer ;
- M. de Crazannes, maître des requêtes au Conseil d'état, pour le Lot.

Le prix de la cotisation des membres souscripteurs était de 10 francs en 1862.
Des séances générales sont tenues annuellement dans diverses locations ; par exemple, on voit la XXIVe session du Congrès archéologique de France se rencontrer à Saumur, Lyon, Le Mans, Elbeuf et Dives. Le compte rendu du congrès paraît chaque année au mois de mai.
En 1862, le bureau central est composé de :
- Directeur : Arcisse de Caumont, fondateur de la Société au 23 rue des Carmes à Caen (Calvados) et 63 rue de Richelieu à Paris ;
- Secrétaire-général : abbé Le Petit, chanoine honoraire, doyen de Tilly-sur-Seulles (Calvados), membre de l'Institut des provinces ;
- M. Bouet, Inspecteur des monuments du département du Calvados ;
- L. Gaugain, Trésorier, 3 rue de la Marine à Caen[3].

Le conseil se compose de MM. les inspecteurs divisionnaires, des inspecteurs des départements, et de quarante membres résidant dans les différentes parties de la France, indiqués dans la liste générale par des caractères italiques. Les ministres, le directeur-général des Cultes, l'inspecteur général des monuments historiques, les cardinaux, archevêques et évêques de France font de droit partie du Conseil.
En 1925, le siège social a été transféré de Caen, où la société a été fondée, à Paris.

### Présidents
- 1834-1872 : Arcisse de Caumont, directeur et fondateur de la Société ;
- 1872-1875 : Gustave de Cougny ;
- 1875-1885 : Léon Palustre ;
- 1885-†1900 : comte Arthur de Marsy ;
- 1900-†1923 : Eugène Lefèvre-Pontalis ;
- 1924-†1962 : Marcel Aubert ;
- 1964-1969 : Marc Thibout ;
- 1969-†1975 : Robert Labbé ;
- 1975-1982 : Jean Châtelain ;
- 1983-1986 : Francis Salet ;
- 1986-1994 : Alain Erlande-Brandenburg ;
- 1994-2004 : Jean Mesqui ;
- 2005-2011 : Christian Pattyn ;
- 2011-†2015 : Marie-Paule Arnauld ;
- depuis 2015 : Jacqueline Sanson[6].

## Activités

### Propriétés de la société
La société fut propriétaire de quelques monuments :
- L'église du cimetière de Cravant, petite chapelle carolingienne qui fut acquise le 8 avril 1863 ;
- L'église en ruines d'Engranville sur la commune de Formigny, achetée le 22 janvier 1847, avec la cloche qui s'y trouvait et le chemin y accédant ;
- La maison où habitat Gassendi à Champtercier en 1877 ;
- Un dolmen à Colombiers-sur-Seulles ;
- Trois anciennes piles de l'aqueduc de Contray à Beaulieu-les-Loches.

### Médailles
Plusieurs membres de la Société fondèrent des prix et des médailles par dispositions testamentaires comme les prix Travers, Mareuse, le Sénécal ou la médaille Jules Lair.

### Musée
En 1855, Arcisse de Caumont fonde un musée dans l'ancienne chapelle du collège du Mont à Caen. La Société y expose des moulages en plâtre de monuments de différentes époques (de l'époque gallo-romaine à la Renaissance) et de différentes origines géographiques en France et en Italie dont un catalogue en 104 numéros fut dressé en 1860, :
- no 1 : Le tympan de la chapelle Saint-Sauveur d'Angers (maison-mère des Servantes des pauvres d'Angers, oblates bénédictines  ;
- no 2 : La peinture du Christ par Anatole Dauvergne ;
- no 3 à 10 : Les chapiteaux de l'église st-Laurent de Grenoble ;
- no 11 à 69 : Les fragments des statues de la cathédrale de Chartres ;
- no 70 : La colonne de Souvigny ;
- no 71 : Quarante deux morceaux représentant des voûtes gothiques ;
- no 72 : Le fût de la colonne de Saint-Denis ;
- no 73 à 75 : Les chapiteaux du cloître de l'abbaye Saint-Pierre de Moissac ;
- no 76 à 79 : Les bases et les chapiteaux du cloître de Moissac ;
- no 81 : Médaillon de l'abbatiale Sainte-Croix de Bordeaux ;
- no 82 : Moulures et tympan de l'abbaye Saint-Aubin d'Angers ;
- no 83 : Chapiteau de Cunault ;
- no 84 : Chapiteau de l'église de la Trinité d'Angers ;
- no 85 : Chapiteau de la basilique Saint-Eutrope de Saintes ;
- no 86 : Cinq médailles de l'église Saint-Nicolas de Civray ;
- no 88 à 91 : Quatre chapiteaux du baptistère Église Saint-Jean de Montierneuf ;
- no 92 et 93 : Estampage de deux pierres tombales de l'Église Saint-Ouen de Rouen ;
- no 94 : Moulage d'une Vierge en terre-cuite peut-être de Toulouse ;
- no 95 à 100 : Des bas-reliefs de Limoges … porte du baptistère de Florence ;
- no 104 : Une pierre tumulaire du musée de Bordeaux ;
- no 105 à 108 : Autres pierres tumulaires du même musée ;
- no 109 : Des fragments d'un itinéraire romain toujours au même musée ;
- no 110 : Plan des bains romains de Mackwiller.

Ces moulages furent d'abord hébergés dans une dépendance de la préfecture sous la conservation de M. F. Huard avant d'être versés au musée des antiquaires de Normandie qui devint le musée de la société française d'archéologie.

## Publications

### Congrès archéologiques de France
Les sessions des congrès archéologiques de France se réunissent une fois par an dans une région depuis 1834. Elles sont l'occasion de visites de bâtiments historiques et la publication des études les concernant par des spécialistes faisant, pour chacun d'eux, la synthèse des connaissances historiques et architecturales.

### Bulletin monumental
Le Bulletin monumental publie des études de fond sur des ouvrages par les meilleurs spécialistes, de petits articles sur des sujets originaux, des libres-propos, des comptes rendus d'articles importants, des articles sur des découvertes récentes et une bibliographie sur les principaux ouvrages parus en France et à l'étranger. Des bulletins spéciaux sont rédigés sur un thème particulier.
Les Bulletins des années 1834 à 1947 sont disponibles sur la base Gallica. La plupart des bulletins publiés après 1935 peuvent être consultés sur la base Persée.